# Burg Marienhausen
Die Burg Marienhausen (lettisch Marienhauzenas pils), auch Burg Villack (lettisch Viļakas viduslaiku pils) genannt, ist die Ruine einer Bischofsburg des Erzbistums Riga, errichtet auf einer kleinen Insel im Viļaka-See in der lettgallischen Stadt Viļaka im lettischen Bezirk Balvi.

## Geschichte

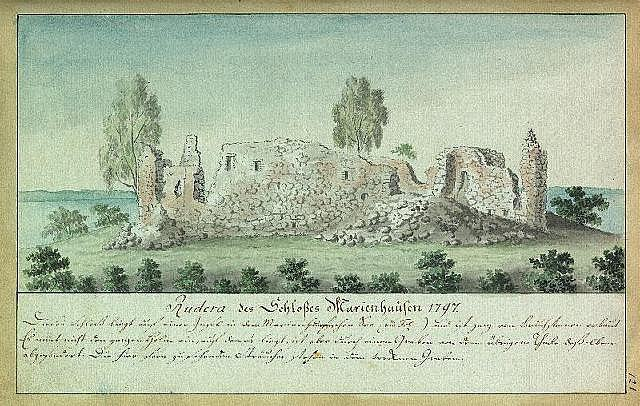
Ansicht der Burgruine im Jahr 1797 nach Johann Christoph Brotze

1293 wurde von Erzbischof Johannes von Riga ein Kloster mit dem Namen Marienhausen auf der Insel gegründet, als zweites nach Dünamünde. Dessen weitere Entwicklung ist unbekannt.
Aufgrund der andauernden Bedrohungslage an der Ostgrenze des Bistums wurde etwa im 14. Jahrhundert eine hölzerne Turmburg auf der Insel errichtet, die Erzbischof Michael Hildebrand Ende des 15. Jahrhunderts erweitern ließ. Erst unter seinem Nachfolger Jasper Linde erfolgte von 1509 bis 1516 ein Ausbau in Stein; so wurden eine steinerne Ringmauer sowie mehrere Wehrtürme errichtet.
Zu Beginn des Livländischen Krieges wurde die Burg 1559 vom Erzbischof mitsamt dem östlichen Livland an den polnisch-litauischen König verpfändet. 1571 wurde die Burg von russische Truppen unter Zar Iwan dem Schrecklichen kampflos erobert (verteidigt von 25 Soldaten und sieben Kanonen) und beträchtlich beschädigt. Nach dem Fall der Livländischen Konföderation 1561 wurde Marienhausen als Teil des neu geschaffenen Herzogtums Livland säkularisiert und in das polnisch-litauische Commonwealth übernommen. 1582 wurde sie wieder aufgebaut, aber bereits ein Jahr später, gegen Ende des Krieges, von schwedischen Truppen erneut beschädigt.
1702 wurde sie im Großen Nordischen Krieg endgültig zerstört und war Ende des 18. Jahrhunderts nur noch eine Ruine. Zu dieser Zeit wurde am Festland ein Gutspark angelegt, dessen Steinmauer aus Steinen der Burgruine errichtet wurde.

## Beschreibung

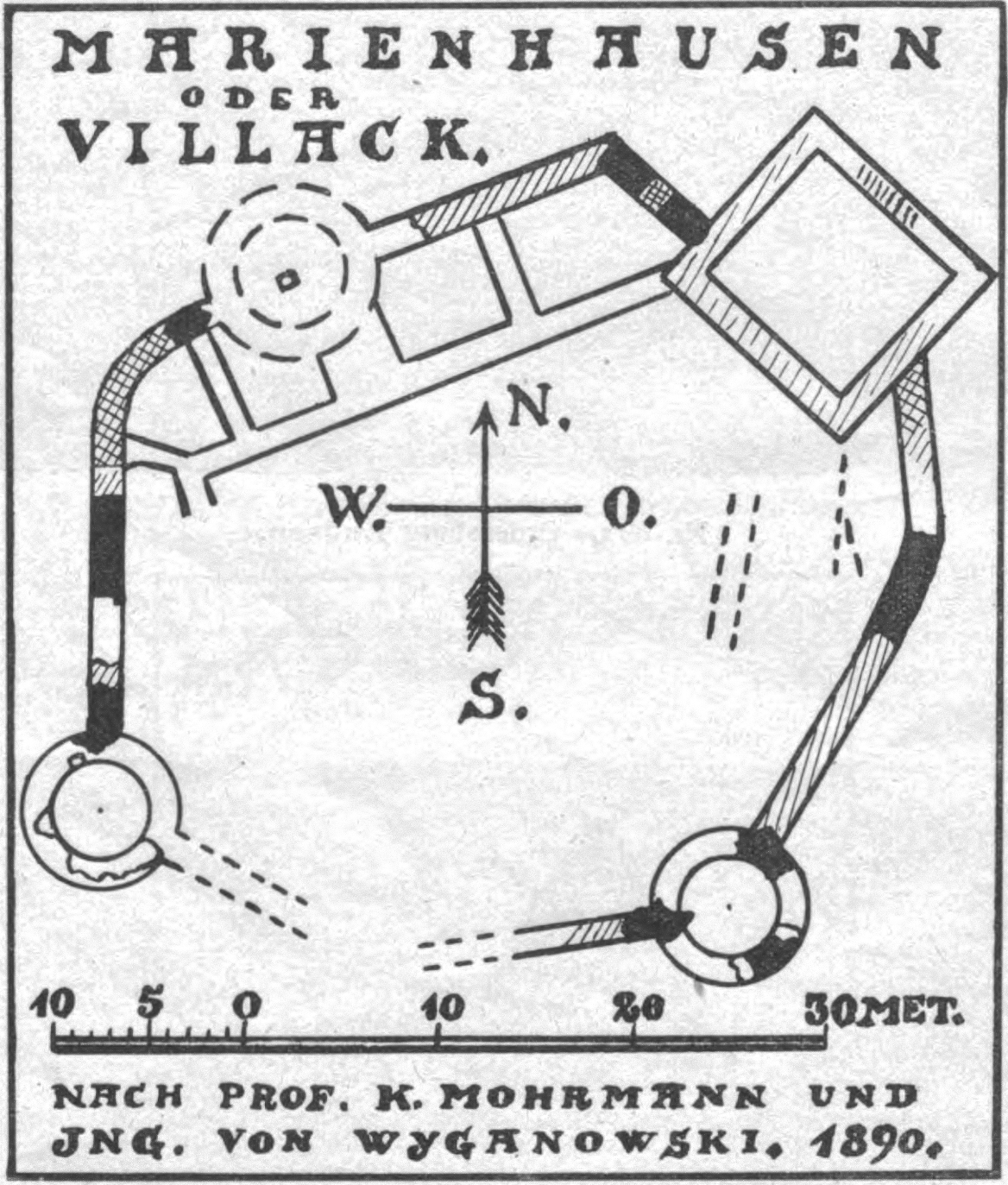
Burgplan von Burg Marienhausen

Die Burg wurde als äußerster Vorposten des Erzbistums Riga strategisch günstig im westlichen Teil einer kleinen Insel im Viļaka-See errichtet, damals an der Grenze zur Republik Pskow bzw. dem Fürstentum Nowgorod, heute an der Grenze zwischen Lettland und Russland. Marienhausen ist eine von nur zwei bischöflichen Grenzburgen (neben Burg Schwanenburg), alle anderen Burgen waren Wirtschaftsburgen; dies zeigt die Bedeutung von Marienhausen als Bollwerk gegen russische Einfälle in einer besonders anfälligen Grenzschneise. Diese Grenzburgen waren ähnlich den meisten Ordensburgen des Livländischen Ordens als reine oder hauptsächliche Militär- und Garnisonsstützpunkte ausgelegt.
Die als Wasserburg einzuordnende Burg Marienhausen grenzte im Norden, Westen und Süden an das Ufer des Sees. Auf der Ostseite wurde sie durch einen, mit dem See verbundenen, künstlichen Wassergraben mit etwa 8 m Breite und 2 m Tiefe vom Rest der Insel getrennt.
Zunächst wurde ein breiter, viereckiger Holzturm errichtet, der, zusammen mit einem weiteren Wehrgebäude aus Holz am Ufer die frühe Burganlage bildete. Später wurden diese Gebäude dann mit weiteren Holzkonstruktionen verstärkt. Erst in der letzten Bauphase wurde die Burg komplett in Stein gefasst; es entstanden ein großer, eckiger Turm im Nordosten und je ein Rundturm im Nordwesten, Südwesten und Südosten. Diese flankierenden und dick gemauerten Wehrtürme bildeten den Höhepunkt der spätmittelalterlichen Burgenbaukunst und waren für den Gebrauch und die Abwehr von Schusswaffen und Kanonen konzipiert. Eine etwa 1,6 m starke Ringmauer verband die Türme kreisförmig miteinander. Anhand der erhaltenen Fundamente lässt sich schließen, dass zumindest ein Teil der Mauern mit einem Mauerwerk aus Findlingen und Kalkmörtel errichtet wurde, der andere Teil wurde aus Kalkbruchsteinen gemauert. Die Anpassung der Mauern an das unregelmäßige Geländerelief der Insel stellt eine Ausnahme in der gesamten Wehrarchitektur Livlands dar. Das Burgtor befand sich vermutlich in der Südmauer der Burg zwischen den beiden Rundtürmen. Rund um die Burg wurde ein 10 – 12 m breiter Streifen offenes bzw. freies Gelände bis zum Ufer angelegt.
Innerhalb der Burg wurden lediglich an der Nordseite Steingebäude errichtet, dazu zählte auch ein etwa 8 m breites Wohngebäude; im übrigen Teil der Burg waren vermutlich hauptsächlich einfache Holzgebäude anzutreffen.
Heute sind neben einem Mauerrest von 2 Meter Höhe und 1,6 Meter Breite lediglich wenige Fundamente und Steinhaufen erhalten.